# Chuyện tình trong ngõ hẹp
Chuyện tình trong ngõ hẹp là bộ phim điện ảnh độc lập, thể loại lãng mạn sản xuất năm 1992 của điện ảnh Việt Nam, do Nguyễn Thanh Vân đạo diễn với các diễn viên chính Mỹ Duyên, Đơn Dương, Thanh Quý. Ban đầu bộ phim có tựa đề Ngõ đàn bà, kịch bản của Đoàn Minh Tuấn và biên tập bởi Hải Ninh.
Đây là bộ phim đầu tay của cả Đoàn Minh Tuấn và Nguyễn Thanh Vân.

## Nội dung
Lấy bối cảnh một con ngõ, nơi sinh sống của những người phụ nữ đơn thân. Bà Sinh sống cùng mẹ già và Hà (con gái Sinh), sau thời gian giúp đỡ qua lại thì Toàn -một kỹ sư- dọn đến sống cùng ba mẹ con Sinh.
Sự nhiệt tình của Toàn và vô tư và rung động đầu đời của Hà khiến những lần tiếp xúc gần của hai người tạo cho Sinh có cảm giác bất an với mối quan hệ của hai người. Sinh gợi ý muốn kết hôn nhưng Toàn tỏ ra không mấy hứng thú, đồng thời Hà cũng chủ động bày tỏ tình cảm với Toàn khiến mối quan hệ giữa hai mẹ con Sinh với Toàn trở nên ngột ngạt. 

## Diễn viên
- Đơn Dương vai Toàn
- Mỹ Duyên vai Hà
- Thanh Quý vai Sinh (mẹ Hà)
- Vũ Hà vai Cường (với danh đề Ngọc Hà)
- Mỹ Khanh vai Sâm
- Tuyết Trinh vai bà ngoại
- Mai Thành vai ông Dần
- Túy Hồng
- Vân Tường

## Âm nhạc
- Người tình trăm năm - sáng tác Đức Huy

## Giải thưởng
| Năm  | Sự kiện / Tổ chức     | Kết quả giải thưởng | Nhận giải | Ghi chú |
| ---- | --------------------- | ------------------- | --------- | ------- |
| 1993 | Hội Điện ảnh Việt Nam | Giải Khuyến khích   | (bộ phim) | [ 4 ]   |